# داروهای ضدافسردگی
داروهای ضد افسردگی (Antidepressant) به داروهایی گفته می‌شود که برای درمان اختلال افسردگی اساسی و بیماری‌هایی همچون: افسرده‌خویی، اختلالات اضطرابی، اختلال وسواس فکری-عملی، اختلال خوردن، درد مزمن، دردهای نوروپاتیک و در برخی موارد، قاعدگی دردناک، خروپف، میگرن، اختلال کم‌توجهی - بیش‌فعالی، اختلالات اعتیاد، وابستگی و اختلال خواب به کار می‌روند. داروهای ضد افسردگی ممکن است به تنهایی یا در ترکیب با سایر داروها تجویز شود.
معمولاً از روش‌های روان درمانی نیز برای درمان انواع گوناگون افسردگی استفاده می‌گردد.

## انواع داروهای ضدافسردگی
۱. سه‌حلقه‌ای‌ها (TCA) (از این جهت سه‌حلقه‌ای نامیده می‌شوند که در ساختار شیمیایی آن‌ها سه حلقه وجود دارد) مانند ایمی پرامین، آمی تریپتیلین، نورتریپتیلین و میرتازاپین
این داروها اولین دسته از داروهای ضدافسردگی هستند که پیدایش آن‌ها تحول بزرگی را در درمان بیماران افسرده ایجاد کرد.
عمل اصلی داروهای این گروه در مغز مهار بازجذب سروتونین و نوراپی‌نفرین با بلوک نمودن عملکرد انتقال دهنده‌های سروتونین و نوراپی‌نفرین است؛ لذا موجب افزایش سطح مغزی سروتونین و نوراپینفرین می‌شوند، این داروها اثر بسیار کمی بر روی انتقال دوپامین دارند.
از محاسن این داروها اثربخشی بالا و قیمت ارزان آن‌هاست؛ ولی خواب آلودگی، افزایش وزن، خشکی دهان و تاری دید و به‌طور کلی اثرات آنتی کولینرژیک از عوارض بارز این داروهاست که باعث می‌شود برخی از بیماران نتوانند آن‌ها را تحمل کنند. همچنین این داروها ممکن است باعث کاهش فشار خون وضعیتی و طولانی شدن فاصله QT در نوار قلب شوند و به همین سبب استفاده از آن‌ها در سنین بالا و در بیماران قلبی می‌تواند مخاطره آمیز باشد. در حال حاضر این داروها به عنوان خط دوم درمان یا در موارد مقاوم به درمان استفاده می‌شوند.
۲. بازدارنده‌های مونوآمین اکسیداز (MAOI) مانند ترانیل سیپرومین و فنلزین مصرف‌کنندگان این دسته دارویی باید از مصرف غذاهای حاوی تیرامین مانند پنیر پرورده اجتناب کنند.
این داروها با مهار کردن مونوآمین اکسیداز آنزیمی که انتقال‌دهنده‌های عصبی را تخریب می‌کند، سطح سروتونین، اپینفرین، دوپامین و مونوآمین‌های دیگر را در مغز بالا می‌برند.
بازدارنده‌های مونوآمین اکسیداز برای درمان افسردگی به خصوص انواع مقاوم و آتیپیک بسیار مؤثر هستند اما عوارض خطرناک و تداخلات دارویی و حتی غذایی گسترده باعث می‌شود از انتخاب‌های آخر برای درمان افسردگی باشند.
۳. مهارکننده‌های انتخابی بازجذب سروتونین (SSRI)، جذب مجدد سروتونین را در سیناپس بازداری می‌کنند. SSRIها عوارض جانبی کم‌تری دارند مانند: فلوکستین، سیتالوپرام، اس‌سیتالوپرام، سرترالین، فلووکسامین، پاروکستین، داپوکستین، زیملیدین و ونلافاکسین
در حاضر به علت اثربخشی خوب، عوارض کم و در دسترس بودن این دسته از داروها خط اول درمان را تشکیل می‌دهند.
شایع‌ترین عارضه این دسته از داروها عوارض جنسی است (کاهش میل جنسی و تأخیر در رسیدن به اوج لذت جنسی) این عوارض کمتر برای آقایان مشکل آفرین است ولی در خانم‌ها نیاز به درمان مستقل پیدا می‌کند.
داروی بوپروپیون می‌تواند به بهبود این عارضه کمک کند. علاوه بر داروهای شیمیایی، تعدادی از گیاهان دارویی وجود دارند که عارضه داروهای شیمیایی را ندارند. از جمله این گیاهان می‌توان به زعفران، گل محمدی و لیموترش اشاره کرد.
مواد مؤثره موجود در زعفران (کروسین و سافرانال) تأثیری مشابه داروی فلوکستین داشته و از بازجذب دوپامین، نوراپی نفرین و سروتونین جلوگیری می‌کند و بدین‌ترتیب اثر ضد افسردگی خود را اعمال می‌نماید. مطالعه بالینی در ۵۲ بیمار مرد نابارور در محدوده سنی ۲۱ تا ۴۸ سال، در سال ۲۰۰۷ انجام گرفت.
بدین ترتیب که مایع منی ۴۸ تا ۷۲ ساعت بعد از آخرین سکس مورد آزمایش قرار گرفت و اسپرم‌ها براساس قدرت تحرک در ۴ کلاس (A, B, C, D) تعریف شده به وسیله سازمان بهداشت جهانی طبقه‌بندی و مورد بررسی قرار گرفت، سپس بیماران به مدت ۳ ماه و هر هفته ۳ بار، ۵۰ میلی‌گرم زعفران محلول در شیر دریافت کردند. پس از پایان این زمان، آزمایش مجدد مایع منی انجام گرفت و تجزیه و تحلیل داده‌ها این نتایج را نشان داد: میانگین درصد اسپرم با ریخت‌شناسی نرمال قبل از درمان ۴/۶ ± ۵۰/۲۶٪ بوده و پس از درمان به ۴۵/۱۰ ± ۹/۳۳٪ افزایش یافته که به معنی افزایش ۴/۷٪ اسپرم‌های با مورفولوژی نرمال پس از درمان بوده‌است.
همچنین استفاده از زعفران منجر به افزایش تحرک اسپرم به میزان ۴/۶٪ در کلاس A، ۸/۷٪ در کلاس B و ۶/۵٪ در کلاس C شده‌است. اثر ضد افسردگی گل محمدی از طریق تغییر رهاسازی آمین‌های موجود در نورون‌های پیش سیناپسی می‌باشد. ماده مؤثر (ژرانیول) موجود در گل محمدی اثر مهاری بر روی آنزیم مونو آمینو اکسیداز داشته و از تجزیه مونو آمین‌ها جلوگیری کرده و سبب افزایش رهاسازی مونو آمین‌ها می‌شود. این گیاه از طریق مهار بازجذب نوروترانسمیترهای مونو آمین شامل ۵-هیدروکسی تریپتامین و نورآدرنالین سبب افزایش میزان این نوروترانسمیترها شده و بدین‌ترتیب خاصیت ضدافسردگی خود را اعمال می‌نماید. با توجه به اینکه تحریک جنسی سبب رهاسازی گاز نیتریک اکسید (NO) از اعصاب پاراسمپاتیک می‌شود، "NO" به عروق خونی بافت اسفنجی نفوذ کرده و آنزیم گوانیلات سیکلاز را که باعث تبدیل "GTP" به "cGMP" می‌شود فعال می‌کند. همچنین "cGMP" سبب افزایش خون‌رسانی به بافت می‌شود. کاهش "cGMP" توسط آنزیم فسفو دی استراز ۵ موجب کاهش خون رسانی می‌شود. مواد مؤثر (ژرانیول) گل محمدی با مهار آنزیم فسفودی‌استراز۵ سبب افزایش و تداوم خون رسانی و در نتیجه افزایش میل جنسی می‌گردد. طبق مطالعات انجام‌شده با استفاده از آنتاگونیستها و آگونیستهای گیرنده‌های مختلفی مانند گیرنده‌های بنزودیازپینی، سروتونینی، آدرنالینی و دوپامینی و نیز با استفاده از تست‌های رفتاری نشان داده‌است که تأثیر ضد افسردگی اسانس لیموترش اساساً به مسیر سروتونرژیکی خصوصاً گیرنده "5-HT1A" مربوط می‌شود.
علاوه‌بر این آنالیز میزان نوروترنسمیترها در نواحی مختلف مغزی نشان داده‌است که اسانس لیموترش احتمالاً از طریق تغییر سیستم‌های دوپامینرژیک و سروتونرژیکی فعالیت ضدافسردگی خود را اعمال می‌کند.

### جدیدترین داروی ضد افسردگی
داروهای ضد افسردگی داروهایی هستند که معمولاً برای درمان افسردگی استفاده می‌شوند. از داروهای ضد افسردگی برای سایر اختلالات مانند اضطراب، درد و بی‌خوابی نیز استفاده می‌شود. اگرچه داروهای ضد افسردگی به‌طور خاص برای درمان ADHD مورد تأیید FDA نیستند، اما از داروهای ضد افسردگی گاهی برای درمان ADHD در بزرگسالان نیز استفاده می‌شود.
معروف‌ترین انواع داروهای ضد افسردگی، مهارکننده‌های انتخابی باز جذب سروتونین (SSRI) نامیده می‌شوند. نمونه‌هایی از SSRIها عبارتند از:
- فلوکستین
- سیتالوپرام
- سرترالین
- پاروکستین
- اسیتالوپرام

### عوارض جانبی احتمالی داروهای ضد افسردگی چیست؟
برخی از داروهای ضد افسردگی ممکن است عوارض جانبی بیشتری نسبت به سایر داروها ایجاد کنند. ممکن است لازم باشد چندین داروی ضد افسردگی مختلف را قبل از یافتن دارویی که علائم شما را بهبود می‌بخشد و باعث ایجاد عوارض جانبی می‌شود، امتحان کنید. شایعترین عوارض جانبی ذکر شده توسط FDA شامل موارد زیر است:
- تهوع و استفراغ
- افزایش وزن
- اسهال
- خواب آلودگی
- مشکلات جنسی

## عوارض جانبی داروهای ضدافسردگی
اصولاً اغلب این داروها به دلیل اثر بر روی میانجی‌های عصبی مختلف عارضه دار هستند ولی عوارض جانبی داروهای ضدافسردگی معمولاً با گذشت زمان به تدریج کاهش می‌یابد. معمولاً کمترین عوارض را مهارکننده‌های انتخابی بازجذب سروتونین دارند و بیشترین عوارض را بازدارنده‌های مونوآمین اکسیداز.

## کاربرد داروهای ضدافسردگی
اگرچه داروهای ضد افسردگی برای درمان افسردگی ساخته شده‌اند، اما در درمان اختلالات گوناگون دیگری مانند اضطراب، اختلال هراس و اختلال وسواس فکری-عملی هم مؤثر هستند.
| نام ژنریک       | گروه | نام ژنریک به انگلیسی | نام تجاری | تشخیص                                                                    |
| ایمی پرامین     | TCA  | Imipramine           | Tofranil  | اختلال پانیک، اختلال اضطراب فراگیر                                       |
| کلومیپرامین     | TCA  | Clomipramine         | Anafranil | اختلال وسواس فکری-عملی                                                   |
| فنلزین          | MAOI | Phenelzine           | Nardil    | اختلال پانیک، جمع‌هراسی                                                   |
| ترانیل سیپرومین | MAOI | Tranylcypromine      | Parnate   | اختلال پانیک، هراس اجتماعی                                               |
| ایزوکربوکسازید  | MAOI | Isocarboxazid        | Marplan   | اختلال پانیک، جمع‌هراسی                                                   |
| بوپروپیون       | DRI  | Bupropion            | Zyban     | اختلال پانیک،                                                            |
| سرترالین        | SSRI | Sertraline           | Zoloft    | اختلال پانیک، اختلال اضطراب فراگیر                                       |
| فلووکسامین      | SSRI | Fluvoxamine          | Luvox     | اختلال وسواس فکری-عملی                                                   |
| فلوکستین        | SSRI | Fluoxetine           | Prozac    | اختلال اضطراب فراگیر، اختلال پانیک، جمع‌هراسی، اختلال فشار روانی پس آسیبی |
| سیتالوپرام      | SSRI | Citalopram           | Celexa    | اختلال اضطراب فراگیر، اختلال پانیک، جمع‌هراسی، اختلال فشار روانی پس آسیبی |
| ونلافاکسین      | SSRI | Venlafaxine          | Effexor   | اختلال اضطراب فراگیر                                                     |